# King the Land - Un sorriso sincero
King the Land - Un sorriso sincero (킹더랜드?, King deo raendeuLR; lett. "King the Land") è una serie televisiva sudcoreana trasmessa su JTBC dal 17 giugno al 6 agosto 2023. Internazionalmente è distribuita da Netflix.

## Trama
Gu Won si ritrova coinvolto in una guerra per la posizione di erede del The King Group, un conglomerato di hotel di lusso presso cui lavora Cheon Sa-rang, un'albergatrice sempre sorridente che Won non sopporta.

## Personaggi e interpreti
- Gu Won, interpretato da Lee Jun-ho
- Cheon Sa-rang, interpretata da Im Yoon-a

## Riconoscimenti
- APAN Star Award[4]
  - 2023 – Miglior personaggio a Lee Jun-ho
  - 2023 – Miglior coppia a Lee Jun-ho e Im Yoon-a
  - 2023 – Gran premio a Lee Jun-ho
  - 2023 – Premio popolarità a Lee Jun-ho (attori)
  - 2023 – Premio popolarità (attrici) a Im Yoon-a
- Asia Artist Award[5]
  - 2023 – Gran premio all'attore dell'anno a Lee Jun-ho
  - 2023 – Premio popolarità (attori) a Lee Jun-ho
- Consumer Rights Day KCA Culture & Entertainment Award[6]
  - 2023 – Scelta degli spettatori - attore dell'anno a Im Yoon-a
  - 2023 – Scelta degli spettatori - drama dell'anno
- Fundex Award[7]
  - 2023 – Gran premio a Lee Jun-ho
  - 2023 – Attrice d'eccellenza in un drama a Im Yoon-a
- Korea Drama Award[8]
  - 2023 – Miglior attore di supporto a Ahn Se-ha

## Remake
Nel febbraio 2024 è stato annunciato un remake turco della serie.